# José Manuel Rodríguez Portela
José Manuel Rodríguez Portela (La Corunya, 5 d'octubre de 1962) és un exfutbolista gallec, que ocupava la posició de defensa.

## Trajectòria
Comença a destacar a les categories inferiors del Deportivo de La Corunya, i a la 85/86 recala al CE L'Hospitalet, de Segona B. L'any següent hi retorna a l'equip de Riazor, per aquella època a Segona Divisió. Esdevé titular al Deportivo, tot sent una referència defensiva entre 1986 i 1989, període en el qual disputa 103 partits de Lliga amb els gallecs.
L'estiu de 1989 fitxa pel Real Burgos. Continua sent titular a l'equip castellanolleonès, que aconseguiria l'ascens a primera divisió. Però, en la campanya del seu debut a la màxima categoria, la 90/91, només hi disputa tres partits.
A partir de 1991, la carrera del defensa prossegueix per equips de Segona B. Entre 1991 i 1993 milita al Deportivo Alavés. Amb els bascos arriba a dues lliguetes d'ascens, sense assolir-ne l'objectiu. Després de militar la 93/94 al CD Mensajero, retorna a Galícia per jugar amb el Racing de Ferrol, tot retornant al Mensajero a l'any següent.